# SS Arabic (1902)
El  SS Arabic fue un transatlántico británico que entró en servicio en 1903 para la White Star Line. Fue el segundo barco de la empresa con este nombre. Fue hundido el día 19 de agosto de 1915 por el submarino alemán SM U-24. Su naufragio causó un incidente diplomático.

## Construcción
El Arabic fue originalmente llamado Minnewaska. Era uno de los cuatro buques encargados por la Atlantic Transport Line (ATL), pero fue víctima de la recesión y de la racionalización de la construcción naval tras la incorporación de la ATL a la International Mercantile Marine Company en 1902, y fue transferido antes de su terminación a la White Star Line como Arabic. Fue ampliamente modificado antes de su botadura con una acomodación adicional que extendió la superestructura de su tercer mástil hacia el frente de su segundo mástil. Podía acomodar 200 pasajeros de primera clase y 1.000 de tercera clase. 

## Carrera
El Arabic inició su viaje inaugural desde Liverpool hacia Nueva York el día 26 de junio de 1903, llegando a Nueva York el día 5 de julio.
El buque pasó la mayor parte de su carrera navegando en la ruta Liverpool, Queenstown y Nueva York, y ocasionalmente, navegando desde Liverpool hacia Boston. En 1913 fueron añadidos botes salvavidas extras, siguiendo las nuevas reglas instituidas tras la pérdida del RMS Titanic, y a finales de 1914, retomó la ruta de Liverpool hacia Nueva York.

## Naufragio

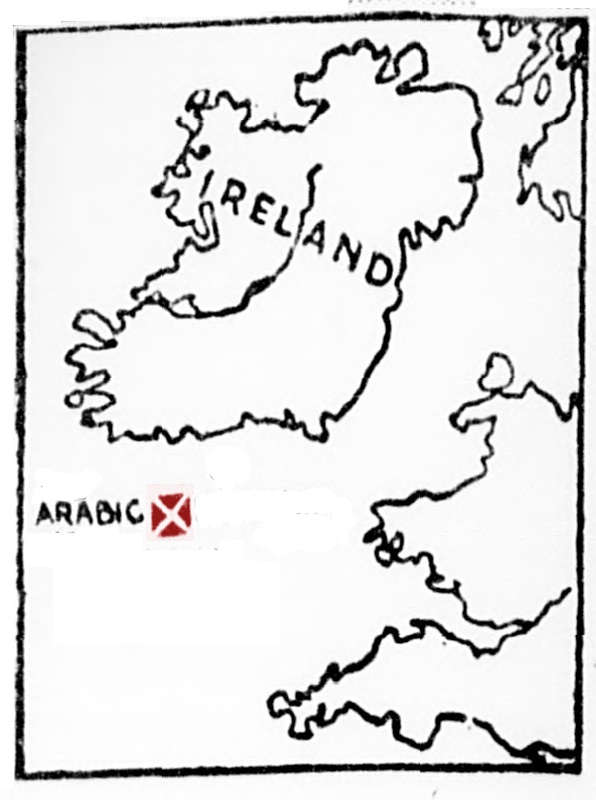
Mapa contemporáneo de la localización del naufragio, marcado con una cruz roja.

El día 19 de agosto de 1915, el submarino SM U-24 hundió el Arabic, de ida hacia América a 50 millas (80 km) al sur de Kinsale (Irlanda). El Arabic fue zigzagueando, y el comandante del SM U-24 dijo que creía que estaba intentando forzar su submarino. Disparó sólo un único torpedo que alcanzó la popa del Arabic. El buque se hundió en sólo 10 minutos, con la pérdida de 44 pasajeros y tripulantes. 
El día 22 de agosto, el presidente de los Estados Unidos Woodrow Wilson emitió una declaración en el sentido de que el equipo de la Casa Blanca estaba especulando sobre qué hacer si la investigación del Arabic indicase que había habido un ataque del submarino alemán deliberadamente. Después, comenzaron las especulaciones de que los Estados Unidos iban a cortar las relaciones con Alemania. En el caso de ser falsas, las negociaciones eran posibles.